# Großer Muntanitz
Le Großer Muntanitz est une montagne qui s’élève à 3 232 m d’altitude dans les Hohe Tauern, en Autriche.